# Пеппе Фемлінг
Ганс Вільгельм Пеппе Фемлінг (швед. Hans Wilhelm Peppe Femling) — шведський біатлоніст, олімпійський чемпіон, призер чемпіонату світу.
Золоту олімпійську медаль та звання олімпійського чемпіона Фемлінг здобув на Пхьончханській олімпіаді 2018 року в складі шведcької чоловічої естафетної четвірки.